# Tok River
Der Tok River ist ein rund 120 Kilometer langer linker Nebenfluss des Tanana River im Interior des US-Bundesstaats Alaska.

## Verlauf
Der Fluss wird auf einer Höhe von 1400 m in der nördlichen Alaskakette vom Tok-Gletscher gespeist. Der Tok River fließt anfangs nach Nordosten und wendet sich bald nach Südost. Am Fuße der Berge mündet der Little Tok River rechtsseitig in den Fluss. Der Tok River fließt nun in nordnordöstlicher Richtung und weist dabei ein stark mäandrierendes Verhalten auf. Der Tok Cut-Off verläuft 25 Kilometer entlang dem Flusslauf. Der Alaska Highway kreuzt den Fluss zehn Kilometer oberhalb der Mündung. Diese befindet sich acht Kilometer ostnordöstlich von Tok.
Der Tok River gehört zum Flusssystem des Yukon River. Er entwässert ein Areal von etwa 2420 km². Der mittlere Abfluss beträgt 7,6 m³/s. 

## Name
Lieutenant Henry Tureman Allen dokumentierte im Jahr 1885 den indianischen Namen für den Fluss als Tokai River. Tok River wurde 1901 von Alfred Hulse Brooks vom United States Geological Survey (USGS) als Flussname festgelegt.